# Кручинкин, Николай Кузьмич
Никола́й Кузьми́ч Кручи́нкин (родился 22 января 1897 года, Санкт-Петербург, Российская империя — казнён 19 августа 1938 года, «Коммунарка», Московская область, РСФСР, СССР) — советский военный деятель, руководящий сотрудник ОГПУ — НКВД СССР. Комдив РККА (1935). Участник 1-й Мировой войны и гражданской войны в РСФСР (1917/18—22).

## Детство и юность
Родился в г. Санкт-Петербурге в многодетной русской семье служащего Акцизного ведомства — выходца из крестьян села Любасково, работавшего на казённом винном складе, а также сидельцем казённой винной лавки. Мать — портниха и повариха. Семья переехала в г. Гжатск, где отцу дали в заведование казенную винную лавку. В 1905 году он умер, оставив шестерых детей.
Учился в церковно-приходской школе, затем, как лучший ученик, был принят бесплатно в реальное училище, с 1907 году обучался в реальном училище города Гжатска, которое окончил в 1914 году. Подрабатывал уроками. Стремясь выучиться на инженера, уехал в Томск и в августе 1914 года поступил в Томский технологический институт. Со второго курса 8 сентября 1916 года был мобилизован на военную службу (по другой версии поступил вольноопределяющимся на военную службу).

## В царской армии
С августа 1916 — рядовой 2-го учебного батальона в Царицыне. В сентябре того же года командирован на учёбу в 3-ю Петергофскую школу прапорщиков. В декабре 1916 года выпущен прапорщиком в 44-й запасной пехотный полк, в котором прослужил до мая 1917. Произведён в подпоручики. Затем в составе 223-го пехотного полка воевал на Юго-Западном фронте: с 7 по 20 июля 1917 — командир роты, затем начальник сапёрной команды полка. В январе 1918 года был демобилизован "по расформированию старой армии".

## Гражданская война
В РККА с февраля 1918. Начал службу делопроизводителем 32-го эвакопункта и Гжатского уездного военкомата и находился на этой должности до августа 1918. Затем служил в 23-м стрелковом полку 3-й стрелковой дивизии, первоначально прибывавшей в резерве Южного фронта, а с июля 1919 участвовавшей в боевых действиях против деникинцев: с 10 ноября 1918 — командир батальона в составе полка, с 1 апреля 1919 временно исполнял должность командира полка, с 8 июня 1919 — помощник командира полка. В сентябре 1919 принят в РКП(б) и зачислен слушателем Академии Генерального штаба, а 17 октября того же года убыл на учёбу. В мае 1920 года окончил академию, после чего убыл в свой 23-й полк, где 2 с половиной месяца исполнял должность командира полка. С 20 сентября 1920 — начальник штаба 178-й стрелковой бригады, затем командир 180-й стрелковой бригады 60-й стрелковой дивизии. С 9 января 1921 — на учёбе в Военной академии РККА.

## В войсках НКВД
В мае 1921 перешёл на службу в войска ВЧК. Служил без отрыва от учёбы. В 1921 году: с 26 мая — помощник начальника строевого отделения Управления войск ВЧК, с 10 июня — начальник организационного отделения Управления войск ВЧК, с 1 ноября по сентябрь 1922 года — вновь помощник начальника строевого отделения Управления войск ВЧК. 25 сентября 1922 года окончил Военную академию РККА с оценкой «хорошо», после чего проходил стажировку на должности заместителя начальника штаба войск ГПУ. В октябре 1922 «за отрыв от партработы» был исключён из РКП (б).
На протяжении многих лет вёл организационную работу по реформированию, становлению и укреплению пограничных и внутренних войск. С 1923 года — одновременно помощник начальника отдела пограничной охраны ОГПУ СССР и помощник инспектора войск ОГПУ. С августа 1926 — помощник (а с 31 июля 1931 — заместитель) начальника ГУПО и войск ОГПУ СССР. В июле 1929 вновь был принят в партию. С 1 марта 1930 года по 1932 год совмещал занимаемую должность с должностью начальника мобилизационного отдела ОГПУ СССР. С 10 июля 1934 — заместитель начальника ГУПВО НКВД СССР М. П. Фриновского. 17 декабря 1935 года был удостоен звания комдив РККА.
В 1931 году от войск ОГПУ Николай Кручинкин был включён в группу высшего комсостава РККА во главе с М. Н. Тухачевским, командированную в Германию для ознакомления с военным опытом рейхсвера. В дальнейшем это сыграло зловещую роль в его судьбе, послужив поводом для обвинений в связях с «заговорщиками» в Красной Армии, контактах с германскими офицерами и шпионаже в пользу немецкой разведки.
Кручинкин руководил операциями по подавлению антисоветского восстания на Мангышлакском полуострове (1931), по ликвидации басмаческих формирований Дурды-Мурта (1933). В декабре 1933 г. — мае 1934 г. возглавлял операцию советских войск, поддержав китайские власти, что позволило подавить восстание мусульман в Синьцзяне.
15 апреля 1937 наступил пик карьеры Кручинкина — он возглавил погранвойска как начальник ГУПВО НКВД СССР. Одновременно с 27 августа 1937 года являлся заместителем председателя Центрального совета «Динамо». 29 января 1938 отстранён от должности начальника ГУПВВ НКВД СССР и назначен начальником Управления пограничных и внутренних войск НКВД УССР.
Жил в Москве на улице Покровка, дом № 7, кв. № 2 (ныне — улица Чернышевского, дом № 20/1), затем — дом № 201, кв. № 46.

## Арест и смерть
В годы репрессий сначала произошёл существенный карьерный взлёт Кручинкина, а затем резкое, как тогда бывало, падение. Последнее назначение уже было понижением по службе, но 29 марта 1938 года он был снят и с этой должности и зачислен в резерв отдела кадров НКВД СССР. 14 апреля 1938 года Кручинкин был арестован, а 20 апреля уволен из НКВД. В ходе следствия признал себя виновным в участии в военно-фашистском заговоре в РККА. В судебном заседании ВКВС 19 августа 1938 года также признал себя виновным и был осуждён к ВМН. Расстрелян в тот же день. Место захоронения — Коммунарка.
Реабилитирован 9 мая 1956 года.

## Награды
- Орден Св. Анны 4-й степ. и Георгиевский крест;
- 2 ордена Красного Знамени (17.02.20, 17.11.34);
- Орден Трудового Красного Знамени Туркменской ССР (11.06.28);
- Орден Красной Звезды (14.02.36);
- Знак «Почётный работник ВЧК—ГПУ (V)» (1929)
- Знак «Почётный работник ВЧК—ГПУ (XV)» (20.12.32)

## Семья
Жена, Клавдия Александровна Кручинкина, была репрессирована, отбыв 8 лет в «Алжире» (Акмолинском лагере жен изменников Родины).
Сын Леонард - инженер, специалист по лифтам.